# 14e étape du Tour de France 1996
Pour un article plus général, voir Tour de France 1996.
La 14e étape du Tour de France 1996 a eu lieu le 14 juillet 1996 entre la ville de Besse-et-Saint-Anastaise et celle de Tulle sur une distance de 185 km. Elle a été remportée l'Ouzbek Djamolidine Abdoujaparov (Refin-Mobilvetta). Il l'emporte seul en échappée et devance l'Italien Mirko Gualdi (Polti) de sept secondes et le Français Laurent Madouas (Motorola) de neuf. Arrivé dans un groupe avec cinq minutes de retard sur le vainqueur du jour, le Danois Bjarne Riis (Deutsche Telekom), conserve le maillot jaune de leader au terme de l'étape.

## Profil et parcours
Dans le Puy-de-Dôme, l'étape longe le lac Chambon (sprint intermédiaire) puis franchit le col de la Croix-Morand (2e catégorie) dans le km 21.5, passe à La Bourboule avant de franchir la côte de Méjanesse (4e catégorie) et entre en Corrèze à Bort-les-Orgues au km 75.5. C'est ensuite la côte des Aubazines (4e catégorie), le ravitaillement à Neuvic puis la côte de Ventadour (4e catégorie). Le deuxième sprint intermédiaire se règle à Égletons au km 136.5 avant l'arrivée classée en 3e catégorie au Puy Pinçon à Tulle.

## Déroulement

### Points distribués
| Sprint intermédiaire Chambon-sur-Lac (km 11) | Sprint intermédiaire Chambon-sur-Lac (km 11) | Sprint intermédiaire Chambon-sur-Lac (km 11) | Sprint intermédiaire Chambon-sur-Lac (km 11) | Sprint intermédiaire Chambon-sur-Lac (km 11) |
| -------------------------------------------- | -------------------------------------------- | -------------------------------------------- | -------------------------------------------- | -------------------------------------------- |
|                                              | Coureur                                      | Pays                                         | Équipe                                       | Point(s)                                     |
| 1er                                          | Erik Zabel                                   | Allemagne                                    | Deutsche Telekom                             | 6                                            |
| 2e                                           | Frédéric Moncassin                           | France                                       | Gan                                          | 4                                            |
| 3e                                           | Jacky Durand                                 | France                                       | Agrigel-La Creuse                            | 2                                            |
| modifier                                     |                                              |                                              |                                              |                                              |

| Sprint intermédiaire Egletons (km 136.5) | Sprint intermédiaire Egletons (km 136.5) | Sprint intermédiaire Egletons (km 136.5) | Sprint intermédiaire Egletons (km 136.5) | Sprint intermédiaire Egletons (km 136.5) |
| ---------------------------------------- | ---------------------------------------- | ---------------------------------------- | ---------------------------------------- | ---------------------------------------- |
|                                          | Coureur                                  | Pays                                     | Équipe                                   | Point(s)                                 |
| 1er                                      | Djamolidine Abdoujaparov                 | Ouzbékistan                              | Refin-Mobilvetta                         | 6                                        |
| 2e                                       | Mirko Gualdi                             | Italie                                   | Polti                                    | 4                                        |
| 3e                                       | Thierry Bourguignon                      | France                                   | Aubervilliers 93-Peugeot                 | 2                                        |
| modifier                                 |                                          |                                          |                                          |                                          |

| Arrivée d'étape Tulle (km 186.5) | Arrivée d'étape Tulle (km 186.5) | Arrivée d'étape Tulle (km 186.5) | Arrivée d'étape Tulle (km 186.5) | Arrivée d'étape Tulle (km 186.5) |
| -------------------------------- | -------------------------------- | -------------------------------- | -------------------------------- | -------------------------------- |
|                                  | Coureur                          | Pays                             | Équipe                           | Point(s)                         |
| 1er                              | Djamolidine Abdoujaparov         | Ouzbékistan                      | Refin-Mobilvetta                 | 20                               |
| 2e                               | Mirko Gualdi                     | Italie                           | Polti                            | 17                               |
| 3e                               | Laurent Madouas                  | France                           | Motorola                         | 15                               |
| 4e                               | Didier Rous                      | France                           | Gan                              | 13                               |
| 5e                               | Bo Hamburger                     | Danemark                         | TVM-Farm Frites                  | 12                               |
| 6e                               | Thierry Bourguignon              | France                           | Aubervilliers 93-Peugeot         | 10                               |
| 7e                               | Rolf Jaermann                    | Danemark                         | MG Boys Maglificio-Technogym     | 9                                |
| 8e                               | Bruno Boscardin                  | France                           | Festina-Lotus                    | 8                                |
| 9e                               | Andrea Tafi                      | Italie                           | Mapei-GB                         | 7                                |
| 10e                              | Stefano Cattai                   | Italie                           | Roslotto-ZG Mobili               | 6                                |
| modifier                         |                                  |                                  |                                  |                                  |

| Col de la Croix-Morand (km 21.5) 2e catégorie | Col de la Croix-Morand (km 21.5) 2e catégorie | Col de la Croix-Morand (km 21.5) 2e catégorie | Col de la Croix-Morand (km 21.5) 2e catégorie | Col de la Croix-Morand (km 21.5) 2e catégorie |
| --------------------------------------------- | --------------------------------------------- | --------------------------------------------- | --------------------------------------------- | --------------------------------------------- |
|                                               | Coureur                                       | Pays                                          | Équipe                                        | Point(s)                                      |
| 1er                                           | Richard Virenque                              | France                                        | Festina-Lotus                                 | 20                                            |
| 2e                                            | Bjarne Riis                                   | Danemark                                      | Deutsche Telekom                              | 15                                            |
| 3e                                            | Laurent Brochard                              | France                                        | Festina-Lotus                                 | 12                                            |
| 4e                                            | Laurent Dufaux                                | Suisse                                        | Festina-Lotus                                 | 10                                            |
| 5e                                            | Luc Leblanc                                   | France                                        | ONCE                                          | 8                                             |
| 6e                                            | Jan Ullrich                                   | Allemagne                                     | Deutsche Telekom                              | 6                                             |
| 7e                                            | Evgueni Berzin                                | Russie                                        | Gewiss-Playbus                                | 4                                             |
| 8e                                            | Laurent Roux                                  | France                                        | TVM-Farm Frites                               | 3                                             |
| 9e                                            | Peter Luttenberger                            | Autriche                                      | Carrera Jeans                                 | 2                                             |
| 10e                                           | Pascal Richard                                | Suisse                                        | MG Boys Maglificio-Technogym                  | 1                                             |
| modifier                                      |                                               |                                               |                                               |                                               |

| Côte de Méjanesse (km 43.5) 4e catégorie | Côte de Méjanesse (km 43.5) 4e catégorie | Côte de Méjanesse (km 43.5) 4e catégorie | Côte de Méjanesse (km 43.5) 4e catégorie | Côte de Méjanesse (km 43.5) 4e catégorie |
| ---------------------------------------- | ---------------------------------------- | ---------------------------------------- | ---------------------------------------- | ---------------------------------------- |
|                                          | Coureur                                  | Pays                                     | Équipe                                   | Point(s)                                 |
| 1er                                      | Richard Virenque                         | France                                   | Festina-Lotus                            | 5                                        |
| 2e                                       | Bjarne Riis                              | Danemark                                 | Deutsche Telekom                         | 3                                        |
| 3e                                       | Laurent Brochard                         | France                                   | Festina-Lotus                            | 1                                        |
| modifier                                 |                                          |                                          |                                          |                                          |

| Côte des Aubazines (km 80) 4e catégorie | Côte des Aubazines (km 80) 4e catégorie | Côte des Aubazines (km 80) 4e catégorie | Côte des Aubazines (km 80) 4e catégorie | Côte des Aubazines (km 80) 4e catégorie |
| --------------------------------------- | --------------------------------------- | --------------------------------------- | --------------------------------------- | --------------------------------------- |
|                                         | Coureur                                 | Pays                                    | Équipe                                  | Point(s)                                |
| 1er                                     | Laurent Madouas                         | France                                  | Motorola                                | 5                                       |
| 2e                                      | Thierry Bourguignon                     | France                                  | Aubervilliers 93-Peugeot                | 3                                       |
| 3e                                      | Djamolidine Abdoujaparov                | Ouzbékistan                             | Refin Mobilvetta                        | 1                                       |
| modifier                                |                                         |                                         |                                         |                                         |

| Côte de Ventadour (km 133) 4e catégorie | Côte de Ventadour (km 133) 4e catégorie | Côte de Ventadour (km 133) 4e catégorie | Côte de Ventadour (km 133) 4e catégorie | Côte de Ventadour (km 133) 4e catégorie |
| --------------------------------------- | --------------------------------------- | --------------------------------------- | --------------------------------------- | --------------------------------------- |
|                                         | Coureur                                 | Pays                                    | Équipe                                  | Point(s)                                |
| 1er                                     | Mirko Gualdi                            | Italie                                  | Polti                                   | 5                                       |
| 2e                                      | Thierry Bourguignon                     | France                                  | Aubervilliers 93-Peugeot                | 3                                       |
| 3e                                      | Djamolidine Abdoujaparov                | Ouzbékistan                             | Refin Mobilvetta                        | 1                                       |
| modifier                                |                                         |                                         |                                         |                                         |

| Montée de Tulle (km 186.5) 3e catégorie | Montée de Tulle (km 186.5) 3e catégorie | Montée de Tulle (km 186.5) 3e catégorie | Montée de Tulle (km 186.5) 3e catégorie | Montée de Tulle (km 186.5) 3e catégorie |
| --------------------------------------- | --------------------------------------- | --------------------------------------- | --------------------------------------- | --------------------------------------- |
|                                         | Coureur                                 | Pays                                    | Équipe                                  | Point(s)                                |
| 1er                                     | Djamolidine Abdoujaparov                | Ouzbékistan                             | Refin Mobilvetta                        | 10                                      |
| 2e                                      | Mirko Gualdi                            | Italie                                  | Polti                                   | 7                                       |
| 3e                                      | Laurent Madouas                         | France                                  | Motorola                                | 5                                       |
| 4e                                      | Didier Rous                             | France                                  | Gan                                     | 3                                       |
| 5e                                      | Bo Hamburger                            | Danemark                                | TVM-Farm Frites                         | 1                                       |
| modifier                                |                                         |                                         |                                         |                                         |

## Classement de l'étape
| \| Classement de l'étape \| Classement de l'étape \| Classement de l'étape \| Classement de l'étape \| Classement de l'étape \| \| Coureur \| Coureur \| Pays \| Équipe \| Temps \| \| --------------------- \| ------------------------ \| --------------------- \| ---------------------------- \| --------------------- \| \| 1er \| Djamolidine Abdoujaparov \| Ouzbekistan \| Refin-Mobilvetta \| 4 h 06 min 29 s \| \| 2e \| Mirko Gualdi \| Italie \| Polti \| + 7 s \| \| 3e \| Laurent Madouas \| France \| Motorola \| + 9 s \| \| 4e \| Didier Rous \| France \| Gan \| + 16 s \| \| 5e \| Bo Hamburger \| Danemark \| TVM-Farm Frites \| + 31 s \| \| 6e \| Thierry Bourguignon \| France \| Aubervilliers 93-Peugeot \| + 3 min 56 s \| \| 7e \| Rolf Jaermann \| Suisse \| MG Boys Maglificio-Technogym \| + 4 min 12 s \| \| 8e \| Bruno Boscardin \| Italie \| Festina-Lotus \| + 4 min 12 s \| \| 9e \| Andrea Tafi \| Italie \| Mapei-GB \| + 4 min 15 s \| \| 10e \| Stefano Cattai \| Italie \| Roslotto-ZG Mobili \| + 4 min 17 s \| |                          |             |                              |                 |
| |                          |             |                              |                 |
| |                          |             |                              |                 |
| Classement de l'étape |                          |             |                              |                 |
| Coureur | Coureur                  | Pays        | Équipe                       | Temps           |
| 1er | Djamolidine Abdoujaparov | Ouzbekistan | Refin-Mobilvetta             | 4 h 06 min 29 s |
| 2e | Mirko Gualdi             | Italie      | Polti                        | + 7 s           |
| 3e | Laurent Madouas          | France      | Motorola                     | + 9 s           |
| 4e | Didier Rous              | France      | Gan                          | + 16 s          |
| 5e | Bo Hamburger             | Danemark    | TVM-Farm Frites              | + 31 s          |
| 6e | Thierry Bourguignon      | France      | Aubervilliers 93-Peugeot     | + 3 min 56 s    |
| 7e | Rolf Jaermann            | Suisse      | MG Boys Maglificio-Technogym | + 4 min 12 s    |
| 8e | Bruno Boscardin          | Italie      | Festina-Lotus                | + 4 min 12 s    |
| 9e | Andrea Tafi              | Italie      | Mapei-GB                     | + 4 min 15 s    |
| 10e | Stefano Cattai           | Italie      | Roslotto-ZG Mobili           | + 4 min 17 s    |

## Classement général
| \| Classement général \| Classement général \| Classement général \| Classement général \| Classement général \| \| Coureur \| Coureur \| Pays \| Équipe \| Temps \| \| ------------------ \| ------------------ \| ------------------ \| ------------------ \| ------------------ \| \| 1er \| Bjarne Riis \| Danemark \| Deutsche Telekom \| 65 h 11 min 40 s \| \| 2e \| Abraham Olano \| Espagne \| Mapei-GB \| + 56 s \| \| 3e \| Evgueni Berzin \| Russie \| Gewiss-Playbus \| + 1 min 08 s \| \| 4e \| Tony Rominger \| Suisse \| Mapei-GB \| + 1 min 21 s \| \| 5e \| Jan Ullrich \| Allemagne \| Deutsche Telekom \| + 2 min 06 s \| \| 6e \| Peter Luttenberger \| Autriche \| Carrera Jeans \| + 2 min 38 s \| \| 7e \| Richard Virenque \| France \| Festina-Lotus \| + 3 min 16 s \| \| 8e \| Miguel Indurain \| Espagne \| Banesto \| + 4 min 38 s \| \| 9e \| Laurent Dufaux \| Suisse \| Festina-Lotus \| + 5 min 03 s \| \| 10e \| Fernando Escartín \| Espagne \| Kelme-Artiach \| + 5 min 17 s \| |                    |           |                  |                  |
| |                    |           |                  |                  |
| |                    |           |                  |                  |
| Classement général |                    |           |                  |                  |
| Coureur | Coureur            | Pays      | Équipe           | Temps            |
| 1er | Bjarne Riis        | Danemark  | Deutsche Telekom | 65 h 11 min 40 s |
| 2e | Abraham Olano      | Espagne   | Mapei-GB         | + 56 s           |
| 3e | Evgueni Berzin     | Russie    | Gewiss-Playbus   | + 1 min 08 s     |
| 4e | Tony Rominger      | Suisse    | Mapei-GB         | + 1 min 21 s     |
| 5e | Jan Ullrich        | Allemagne | Deutsche Telekom | + 2 min 06 s     |
| 6e | Peter Luttenberger | Autriche  | Carrera Jeans    | + 2 min 38 s     |
| 7e | Richard Virenque   | France    | Festina-Lotus    | + 3 min 16 s     |
| 8e | Miguel Indurain    | Espagne   | Banesto          | + 4 min 38 s     |
| 9e | Laurent Dufaux     | Suisse    | Festina-Lotus    | + 5 min 03 s     |
| 10e | Fernando Escartín  | Espagne   | Kelme-Artiach    | + 5 min 17 s     |

## Classements annexes
| Classement par points | Classement par points    | Classement par points | Classement par points        | Classement par points |
| Coureur               | Coureur                  | Pays                  | Équipe                       | Points                |
| --------------------- | ------------------------ | --------------------- | ---------------------------- | --------------------- |
| 1er                   | Erik Zabel               | Allemagne             | Deutsche Telekom             | 236 pts               |
| 2e                    | Frédéric Moncassin       | France                | Gan                          | 189 pts               |
| 3e                    | Fabio Baldato            | Italie                | MG Boys Maglificio-Technogym | 166 pts               |
| 4e                    | Djamolidine Abdoujaparov | Ouzbekistan           | Refin-Mobilvetta             | 134 pts               |
| 5e                    | Jeroen Blijlevens        | Pays-Bas              | TVM-Farm Frites              | 121 pts               |

| Classement par points | Classement par points    | Classement par points | Classement par points        | Classement par points |
| Coureur               | Coureur                  | Pays                  | Équipe                       | Points                |
| --------------------- | ------------------------ | --------------------- | ---------------------------- | --------------------- |
| 1er                   | Erik Zabel               | Allemagne             | Deutsche Telekom             | 236 pts               |
| 2e                    | Frédéric Moncassin       | France                | Gan                          | 189 pts               |
| 3e                    | Fabio Baldato            | Italie                | MG Boys Maglificio-Technogym | 166 pts               |
| 4e                    | Djamolidine Abdoujaparov | Ouzbekistan           | Refin-Mobilvetta             | 134 pts               |
| 5e                    | Jeroen Blijlevens        | Pays-Bas              | TVM-Farm Frites              | 121 pts               |

| Classement de la montagne | Classement de la montagne | Classement de la montagne | Classement de la montagne | Classement de la montagne |
| Coureur                   | Coureur                   | Pays                      | Équipe                    | Points                    |
| ------------------------- | ------------------------- | ------------------------- | ------------------------- | ------------------------- |
| 1er                       | Richard Virenque          | France                    | Festina-Lotus             | 224 pts                   |
| 2e                        | Bjarne Riis               | Danemark                  | Deutsche Telekom          | 133 pts                   |
| 3e                        | Laurent Brochard          | France                    | Festina-Lotus             | 111 pts                   |
| 4e                        | Luc Leblanc               | France                    | Polti                     | 108 pts                   |
| 5e                        | Tony Rominger             | Suisse                    | Mapei-GB                  | 107 pts                   |

| Classement de la montagne | Classement de la montagne | Classement de la montagne | Classement de la montagne | Classement de la montagne |
| Coureur                   | Coureur                   | Pays                      | Équipe                    | Points                    |
| ------------------------- | ------------------------- | ------------------------- | ------------------------- | ------------------------- |
| 1er                       | Richard Virenque          | France                    | Festina-Lotus             | 224 pts                   |
| 2e                        | Bjarne Riis               | Danemark                  | Deutsche Telekom          | 133 pts                   |
| 3e                        | Laurent Brochard          | France                    | Festina-Lotus             | 111 pts                   |
| 4e                        | Luc Leblanc               | France                    | Polti                     | 108 pts                   |
| 5e                        | Tony Rominger             | Suisse                    | Mapei-GB                  | 107 pts                   |

| Classement du meilleur jeune | Classement du meilleur jeune | Classement du meilleur jeune | Classement du meilleur jeune | Classement du meilleur jeune |
| Coureur                      | Coureur                      | Pays                         | Équipe                       | Temps                        |
| ---------------------------- | ---------------------------- | ---------------------------- | ---------------------------- | ---------------------------- |
| 1er                          | Jan Ullrich                  | Allemagne                    | Deutsche Telekom             | 65 h 13 min 46 s             |
| 2e                           | Peter Luttenberger           | Autriche                     | Carrera Jeans                | + 32 s                       |
| 3e                           | Manuel Fernández Ginés       | Espagne                      | Mapei-GB                     | + 7 min 25 s                 |
| 4e                           | Leonardo Piepoli             | Italie                       | Refin-Mobilvetta             | + 7 min 58 s                 |
| 5e                           | Michael Boogerd              | Pays-Bas                     | Rabobank                     | + 25 min 38 s                |

| Classement du meilleur jeune | Classement du meilleur jeune | Classement du meilleur jeune | Classement du meilleur jeune | Classement du meilleur jeune |
| Coureur                      | Coureur                      | Pays                         | Équipe                       | Temps                        |
| ---------------------------- | ---------------------------- | ---------------------------- | ---------------------------- | ---------------------------- |
| 1er                          | Jan Ullrich                  | Allemagne                    | Deutsche Telekom             | 65 h 13 min 46 s             |
| 2e                           | Peter Luttenberger           | Autriche                     | Carrera Jeans                | + 32 s                       |
| 3e                           | Manuel Fernández Ginés       | Espagne                      | Mapei-GB                     | + 7 min 25 s                 |
| 4e                           | Leonardo Piepoli             | Italie                       | Refin-Mobilvetta             | + 7 min 58 s                 |
| 5e                           | Michael Boogerd              | Pays-Bas                     | Rabobank                     | + 25 min 38 s                |

| Classement par équipes | Classement par équipes | Classement par équipes | Classement par équipes |
| Équipe                 | Équipe                 | Pays                   | Temps                  |
| ---------------------- | ---------------------- | ---------------------- | ---------------------- |
| 1re                    | Mapei-GB               | Italie                 | 195 h 44 min 29 s      |
| 2e                     | Deutsche Telekom       | Allemagne              | + 51 s                 |
| 3e                     | Festina-Lotus          | France                 | + 3 min 56 s           |
| 4e                     | Rabobank               | Pays-Bas               | + 6 min 02 s           |
| 5e                     | ONCE                   | Espagne                | + 18 min 06 s          |

| Classement par équipes | Classement par équipes | Classement par équipes | Classement par équipes |
| Équipe                 | Équipe                 | Pays                   | Temps                  |
| ---------------------- | ---------------------- | ---------------------- | ---------------------- |
| 1re                    | Mapei-GB               | Italie                 | 195 h 44 min 29 s      |
| 2e                     | Deutsche Telekom       | Allemagne              | + 51 s                 |
| 3e                     | Festina-Lotus          | France                 | + 3 min 56 s           |
| 4e                     | Rabobank               | Pays-Bas               | + 6 min 02 s           |
| 5e                     | ONCE                   | Espagne                | + 18 min 06 s          |